# Jacques Sabon

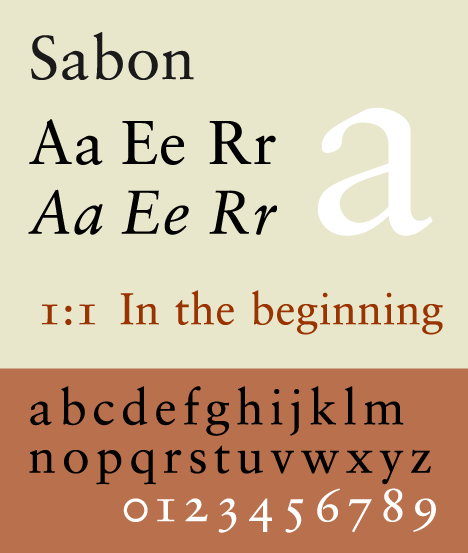
Schriftprobe der Sabon

Jacques Sabon (auch: Jakob Sabon bzw. Jacobus Sabonius; geboren um 1535 in Lyon; gestorben 1580 in Frankfurt am Main) war ein französischer Stempelschneider und Typograph. Als sein herausragender Verdienst gilt die Verbringung eines Satzes Matrizen von Claude Garamond nach Frankfurt, von denen nach seinem Tod ein Probedruck – das Egenolff-Berner Muster – gefertigt wurde, eine wichtige Referenz für die Originaltreue von Garamond-Schriften. Nach Sabon benannt wurde die Schriftart Sabon von Jan Tschichold von 1967, deren Gestaltung sich an das Egenolff-Berner-Muster von 1582 anlehnte.

## Leben
Vom Leben und Wirken Jacques beziehungsweise Jakob Sabons sind nur wenige Eckparameter bekannt; als Geburtsjahr wird in der Regel 1535 aufgeführt. Ob Sabon eine Ausbildung bei Claude Garamond absolviert hat oder in dessen Werkstatt gearbeitet, ist nicht zweifelsfrei verifizierbar. Als sicher gilt, dass er 1557 nach Frankfurt kam, dort als Meister in der Offizin des Frankfurter Druckereibesitzers Christian Egenolff arbeitete, daran anschließend einige Jahre für den Antwerpener Druckereibesitzer und Verleger Christophe Plantin tätig war und 1564 wieder nach Frankfurt zurückkehrte.
1571 heiratete Sabon Judith Egenolff, eine Enkelin des 1555 verstorbenen Druckereibesitzers. Streitigkeiten mit den Erben der Egenolffschen Druckerei wurden 1572 durch Hinzuziehung des Beraters Sigmund Feyerabend beigelegt. Ergebnis war, dass Sabon die Schriftgießerei des Betriebs zugesprochen wurde. Während seiner Zeit in Frankfurt stand er sowohl mit Claude Garamond und Robert Granjon in Paris als auch Christophe Plantin in Antwerpen in geschäftlichem Kontakt. Laut Biografieeintrag im Frankfurter Personenlexikon hat Sabon eine Frakturschrift geschnitten haben; zweifelsfrei verifizierbar ist diese Angabe allerdings nicht.
Nach Sabons Tod heiratete Judith Egenolff den Drucker Konrad Berner und führte mit diesem den Betrieb weiter. 1582 fertigte die Druckerei Egenoff-Berner einen umfangreichen Probedruck. Das Egenolff-Berner Muster, eine der frühesten Schriftproben aus dem 16. Jahrhundert, geriet infolge mehrerer Besitzerwechsel in Vergessenheit und tauchte erst vor dem Ersten Weltkrieg wieder auf.
Da viele der im ersten Viertel des 20. Jahrhunderts in Umlauf gebrachten Garamond-Schriften irrtümlich auf einem Muster von Jean Jannon aus dem 17. Jahrhundert basierten, gilt die Egenolff-Berner Probe – gleichwertig in etwa mit den Garamond-Originalmatrizen im Plantin-Moretus-Museum in Antwerpen – bis heute als eine Art Garant für die besondere Originaltreue neuer Garamond-Schriften. Eine der ersten Garamonds, die nach diesem Muster gefertigt wurde, war die Stempel Garamond des Schriftgießerei-Unternehmens Stempel in Frankfurt. In die Schlagzeilen geriet der Name Sabon in der zweiten Hälfte der 1960er-Jahre, als sich drei Unternehmen – Stempel, Linotype und Monotype – daranmachten, eine Garamond-Schrift auf den Markt zu bringen, deren Lettern auf allen großen Bleisatzmaschinen-Systemen verwendet werden konnten. Die von Jan Tschichold gestaltete und 1967 auf den Markt gebrachte Sabon war aus dem Stand erfolgreich und erfuhr weitestgehende Akzeptanz als zeitgemäße Garamond-Interpretation.